# Zálší, Ústí nad Orlicí
Zálší là một làng thuộc huyện Ústí nad Orlicí, vùng Pardubický, Cộng hòa Séc.